# Larentiinae
Larentiinae är en underfamilj till familjen mätare, Geometridae. 

## Utseende
De är små till medelstora, slanka mätare. Antennerna är ofta smala och fjäderformade hos hanarna och trådformade hos honorna. Vingarna är inte flikade. Framvingarna är oftast kamouflagefärgade och bakvingarna är ofta gråvita. Båda könen har vanligtvis välutvecklade vingar, men undantag finns, speciellt i släktet Operophtera.

## Levnadssätt
Mätarna är fjärilar och tillhör gruppen av insekter med fullständig förvandling som genomgår en metamorfos under utvecklingen. Larverna är oftast väldigt olika de fullbildade insekterna, både i levnadssätt och utseende. Mellan larvstadiet och vuxenstadiet finns ett puppstadium där mätarnas inre och yttre organ ändras. De flesta Larentiinae är nattaktiva, men det finns också några dagaktiva, till exempel Odezia atrata.